# (200015) 2007 MN5
(200015) 2007 MN5  es un asteroide perteneciente al cinturón de asteroides, descubierto el 17 de junio de 2007 por el equipo del Spacewatch desde el Observatorio Nacional de Kitt Peak, Arizona, Estados Unidos.

## Designación y nombre
Designado provisionalmente como 2007 MN5.

## Características orbitales
2007 MN5 está situado a una distancia media del Sol de 3,150 ua, pudiendo alejarse hasta 3,686 ua y acercarse hasta 2,613 ua. Su excentricidad es 0,170 y la inclinación orbital 4,587 grados. Emplea 2042,19 días en completar una órbita alrededor del Sol.

## Características físicas
La magnitud absoluta de 2007 MN5 es 15,6.